# Presenilna demenca
Presenilna demenca je oblika demence, degenerativne bolezni, ki se pojavi pri ljudeh pred 60. letom starosti.
Najpogostejša razloga za nastanek sta hipotiroidizem in možganski tumor. S hitrim odkritjem bolezni se jo lahko uspešno pozdravi, v nasprotnem primeru pa povzroči smrt prej kot v petih letih.